# Palais de la Méditerranée
El Hyatt Regency Nice Palais de la Méditerranée, llamado habitualmente Palais de la Méditerranée, es un lujoso complejo hotelero que incluye también un casino y está situado en los números 13 y 15 del Paseo de los Ingleses de Niza, Francia. Su fachada principal hacia el Paseo de los Ingleses y la fachada trasera hacia la Rue du Congrès han sido catalogadas como monuments historiques por decisión del 18 de agosto de 1989. Las fachadas del edificio recibieron también la etiqueta «Patrimoine du XXe siècle».

## Historia

### Construcción e inauguración del casino
Tras la Primera Guerra Mundial, volvió a Niza la rica clientela invernal y los hoteles de las colinas perdieron popularidad en beneficio de los nuevos palacios construidos a lo largo del paseo marítimo. Estaban de moda la playa y los juegos de azar. Durante estos années folles, Niza ya contaba con dos grandes establecimientos de ocio: la Jetée-Promenade y el casino municipal. En 1920 surgió la idea de un tercer «palacio de las vacaciones» para fidelizar a los clientes. El proyecto tomó forma gracias al financiero Frank Jay Gould, y a la experiencia del hotelero Joseph Aletti y del propietario de casinos Edouard Baudoin, que quisieron edificar el «casino más lujoso del mundo». Después del concurso, su construcción se confió al estudio de arquitectos Dalmas padre e hijos.

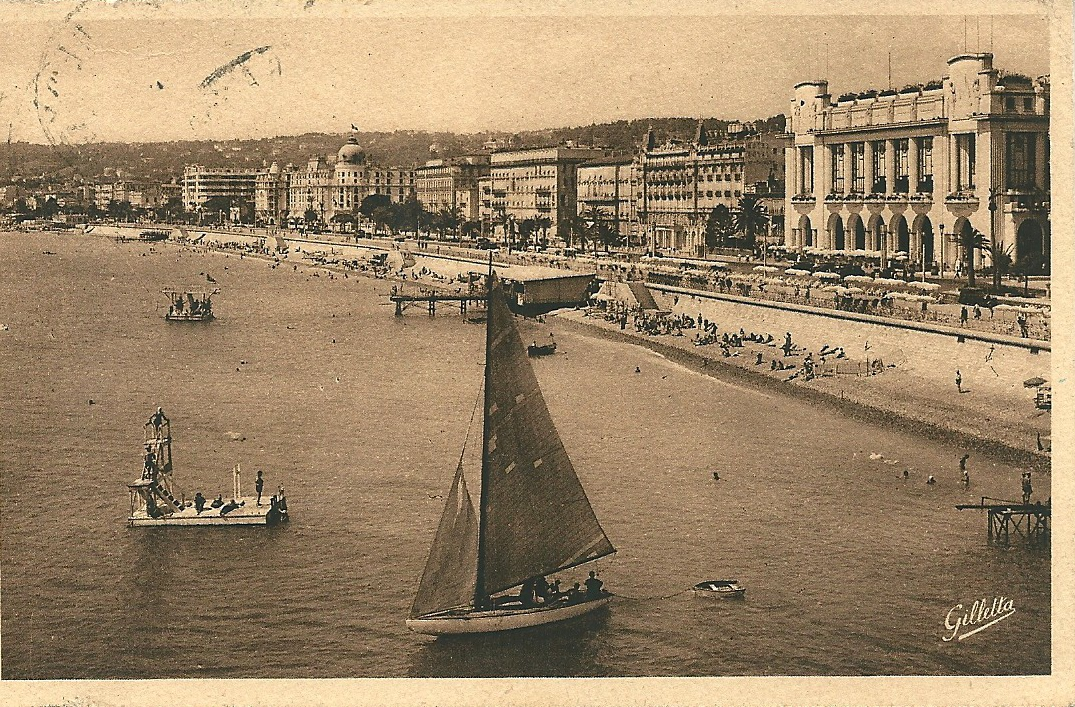
Los hoteles del paseo marítimo de Niza a principios del, con el palacio en primer plano a la derecha.

El proyecto era muy ambicioso. Su construcción y puesta en funcionamiento costaron treinta millones de francos. Las obras, que se prolongaron desde 1927 hasta 1928, proporcionaron trabajo a trescientos cincuenta obreros. El diseño del edificio recuerda a la fachada de la Ópera de París. El resultado fue impresionante: el uso del hormigón armado permitió alturas y vanos nunca alcanzados hasta entonces. Las fachadas y la decoración interior eran completamente art déco (el vestíbulo de entrada, la imponente escalera de mármol blanco, las enormes ventanas con vidrieras, las maderas preciosas y las lámparas de araña de cristal). La fachada sur estaba decorada con figuras femeninas y caballitos de mar esculpidos por Antoine Sartorio.
Por la noche, las fachadas, iluminadas por proyectores, daban al casino «el aspecto de un palacio de las mil y una noches». La plena explotación del palacio se realizó en dos tiempos. El 10 de enero de 1929 tuvo lugar la inauguración del teatro y del restaurante, y dos semanas más tarde, la inauguración de las salas de boule y de bacará. Estas dos fiestas inaugurales fueron aclamadas por la prensa como el mayor evento de la temporada turística.

### Dificultades financieras y demolición
En 1934, el edificio fue modernizado, y perdió su estilo art déco tras la Segunda Guerra Mundial. Como consecuencia de una gestión arriesgada, las dificultades financieras y el caso Le Roux, la empresa explotadora entró en concurso de acreedores en 1978. A continuación fue comprado por inversores que querían derribarlo; en 1981 se subastaron la decoración y el mobiliario del palacio, así como sus famosas vidrieras. Con excepción de dos de sus fachadas, el casino fue demolido completamente en mayo de 1990. Sensible a los argumentos de los escritores Michel Butor y Max Gallo, movilizados por la conservación del palacio a través de varias asociaciones de defensa, Jack Lang, entonces ministro, había decidido in extremis la protección de la fachada art déco.

### El hotel del Palais de la Méditerranée

El Palais de la Méditerranée visto por la noche desde el Paseo de los Ingleses.

En 2001, la Société Hôtelière du Palais de la Méditerranée y la Société du Louvre invirtieron 120 millones de euros para su reconstrucción, por iniciativa del empresario Jean-Frantz Taittinger. Sin embargo, el permiso de construcción caducó a mediados de 2001; por esto, los bancos contactaron con Françoise Mahiou para retomar los estudios de ingeniería y las obras de este nuevo proyecto, que contemplaba un hotel y un casino. A finales de 2002, el Groupe Partouche obtuvo la gestión del futuro casino del palacio. En 2004, para su reapertura, el Palais de la Méditerranée pasó a formar parte del grupo Concorde Hotels & Resorts (que sería comprado en 2005 por Starwood Capital Group). A partir de entonces, es un lujoso complejo hotelero con restaurantes, solárium, piscinas, un casino y una sala de espectáculos.
En junio de 2012, la prensa anunció que el hotel iba a ser vendido, junto con el Martinez de Cannes, el Hôtel du Louvre y el Concorde Lafayette, ambos de París, a inversores de Catar. La finalización del acuerdo se anunció el 1 de febrero de 2013. Desde entonces, el hotel es propiedad de Constellation Hotels Holding, una empresa de gestión con sede en Luxemburgo y controlada por capital catarí. Al mismo tiempo, la cadena hotelera americana Hyatt fue escogida como explotadora. El hotel recibió poco después el nombre de Hyatt Regency Nice Palais de la Méditerranée.

## Características

### Hotel
Desde su inauguración en 2004, el hotel dispone de 187 habitaciones, incluidas nueve suites decoradas por Sybille de Margerie. Tiene una zona de restauración denominada Le 3e, constituida por un restaurante de cocina mediterránea, un bar con influencias indias y una piscina interior-exterior calentada durante todo el año. El establecimiento dispone también de 1700 m² de espacios de recepción, repartidos en dieciséis salas de reuniones. El hotel obtuvo oficialmente su quinta estrella el 30 de septiembre de 2009.

### Casino
Abierto siete días a la semana, el casino del Palais de la Méditerranée, gestionado por el Groupe Partouche, tiene 188 máquinas tragaperras, dos mesas de ruleta inglesa, tres mesas de blackjack, dos mesas de Ultimate Poker, veintiocho puestos de ruleta electrónica y siete puestos de blackjack electrónico, así como varios espacios de recepción y dos restaurantes denominados Le Prom' y Le Bar. Tiene también una sala de espectáculos de más de mil asientos donde actúan los cantantes y cómicos del momento.